# Балије ле Фим
Балије ле Фим (фр. Baslieux-lès-Fismes) насеље је и општина у североисточној Француској у региону Шампањ-Арден, у департману Марна која припада префектури Ремс.
По подацима из 2011. године у општини је живело 298 становника, а густина насељености је износила 53,02 становника/km². Општина се простире на површини од 5,62 km². Налази се на средњој надморској висини од 80 метара.

## Демографија
| 1962. | 1968. | 1975. | 1982. | 1990. | 1999. | 2011. |
| ----- | ----- | ----- | ----- | ----- | ----- | ----- |
| 166   | 181   | 144   | 129   | 162   | 188   | 298   |

График промене броја становника у току последњих година